# خط طول 134° شرق
خط طول 134° شرق هو أحد خطوط الطول الجغرافية، والتي تمتد من القطب الشمالي الجغرافي إلى القطب الجنوبي الجغرافي، وحسب التحويل الزمني يتقدم خط طول 134° شرق عن خط غرينتش بـ8 ساعات و56 دقيقة.

## من القطب إلى القطب
ينطلق خط طول 134° شرق من القطب الشمالي نحو القطب الجنوبي مرورا بالمناطق التي ترد في الجدول التالي:
| الإحداثيات                           | البلد أو الإقليم أو البحر | ملاحظات |
| ------------------------------------ | ------------------------- | --- |
| 90°0′N 134°0′E / 90.000°N 134.000°E  | المحيط المتجمد الشمالي    | |
| 76°47′N 134°0′E / 76.783°N 134.000°E | بحر لابتيف                | |
| 71°23′N 134°0′E / 71.383°N 134.000°E | روسيا                     | ياقوتيا خاباروفسك كراي — من 59°21′N 134°0′E / 59.350°N 134.000°E أوبلاست أمور — من 53°23′N 134°0′E / 53.383°N 134.000°E Khabarovsk Krai — من 52°31′N 134°0′E / 52.517°N 134.000°E الأوبلاست اليهودية الذاتية — من 48°37′N 134°0′E / 48.617°N 134.000°E |
| 48°17′N 134°0′E / 48.283°N 134.000°E | جمهورية الصين الشعبية     | هيلونغجيانغ |
| 46°38′N 134°0′E / 46.633°N 134.000°E | روسيا                     | بريمورسكي كراي |
| 42°56′N 134°0′E / 42.933°N 134.000°E | بحر اليابان               | |
| 35°32′N 134°0′E / 35.533°N 134.000°E | اليابان                   | جزيرة هونشو — توتوري (محافظة) — أوكاياما (محافظة) — من 35°21′N 134°0′E / 35.350°N 134.000°E جزيرة ناوشيما — كاغاوا (محافظة) — من 34°27′N 134°0′E / 34.450°N 134.000°E                                                                                  |
| 34°26′N 134°0′E / 34.433°N 134.000°E | بحر سيتو الداخلي          | |
| 34°21′N 134°0′E / 34.350°N 134.000°E | اليابان                   | جزيرة شيكوكو — Kagawa Prefecture — توكوشيما (محافظة) — من 33°49′N 134°0′E / 33.817°N 134.000°E — كوتشي (اليابان) — من 33°49′N 134°0′E / 33.817°N 134.000°E                                                                                             |
| 33°25′N 134°0′E / 33.417°N 134.000°E | المحيط الهادئ             | مرورا بغرب the جزيرة ولاية أنغاور, بالاو (في 6°53′N 134°7′E / 6.883°N 134.117°E) |
| 0°44′S 134°0′E / 0.733°S 134.000°E   | إندونيسيا                 | جزيرة غينيا الجديدة |
| 3°51′S 134°0′E / 3.850°S 134.000°E   | بحر آرافورا               | مرورا بغرب the جزر آرو, إندونيسيا (في 6°45′S 134°3′E / 6.750°S 134.050°E) |
| 11°52′S 134°0′E / 11.867°S 134.000°E | أستراليا                  | إقليم شمالي (أستراليا) جنوب أستراليا — من 26°0′S 134°0′E / 26.000°S 134.000°E |
| 32°29′S 134°0′E / 32.483°S 134.000°E | المحيط الهندي             | Australian authorities consider this to be part of the المحيط الجنوبي[1][2] |
| 60°0′S 134°0′E / 60.000°S 134.000°E  | المحيط الجنوبي            | |
| 66°11′S 134°0′E / 66.183°S 134.000°E | القارة القطبية الجنوبية   | الإقليم الأسترالي في القارة القطبية الجنوبية, المطالب الإقليمية بالقارة القطبية الجنوبية by أستراليا |